# Now Production
Now Production (stilisiert als NOWPRO) ist ein japanischer Videospielentwickler mit Hauptsitz in Chūō-ku, Osaka. Er wurde am 17. Juni 1986 gegründet und begann mit der Entwicklung verschiedener Spiele für große japanische Unternehmen wie Namco, Hudson Soft, Capcom, Activision, Taito, Konami, Sega und Nintendo. Das Unternehmen hatte früher eine Entwicklungsabteilung in Ikebukuro, Toshima-ku, die geschlossen wurde. Seit 2009 entwickelt und verkauft Production auch Softwareanwendungen für iPhone und iPod touch.

## Videospiele

### Nintendo Entertainment System
- Metro-Cross (1986)
- Taito Grand Prix: Eikou heno License (1987)
- Spelunker II: Yūsha e no Chōsen (1987)
- Jikuu Yuuden: Debias (1987)
- Yokai Dochuki (1988)
- Wagan Land (1989)
- Splatterhouse: Wanpaku Graffiti (1989)
- Jackie Chan's Action Kung Fu (1990)
- Yo! Noid (1990)
- Wagan Land 2 (1990)
- Adventure Island II (1991)
- Adventure Island III (1992)
- Ms. Pac-Man (1993)
- Master Takahashi’s Adventure Island IV (1994)

### Super Nintendo Entertainment System
- Miracle Girls (1993)

### Game Boy
- Mickey's Dangerous Chase (1991)
- Dig Dug (1992)
- Barcode Boy: Kattobi Road (1993)
- Adventure Island II: Aliens in Paradise (1993)

### Game Boy Advance
- Klonoa: Empire of Dreams (2001)
- Klonoa 2: Dream Champ Tournament (2002)
- WTA Tour Tennis (2002)
- Gachinko Pro Yakyuu (2002)
- Goemon: New Age Shutsudō! (2002)
- Silent Scope (2002)
- Metal Max 2 Kai (2003)
- One Piece: Going Baseball (2004)

### Game Boy Color
- Dance Dance Revolution GB (2000)
- Dance Dance Revolution GB2 (2000)
- Detanabi Pro Yakyuu (2000)
- Detanabi Pro Yakyuu 2 (2001)
- Dance Dance Revolution GB3 (2001)
- Dance Dance Revolution GB Disney Mix (2001)
- Oha Star Dance Dance Revolution GB (2001)

### Game Gear
- Wagan Land (1991)
- Pac-Attack (1994)

### GameCube
- Sonic Adventure DX: Director’s Cut (2003)
- Mario Superstar Baseball (2005)
- Sonic Riders (2006)

### Sega Genesis
- Quad Challenge (1991)
- Splatterhouse 2 (1992)
- Splatterhouse 3 (1993)
- Rolling Thunder 3 (1993)

### Neo Geo
- Neo Bomberman (1997)

### Nintendo DS
- Nazotte Oboeru Otona no Kanji Renshuu Kanzenban (2007)
- Shoho Kara wa Hajimeru Otona no Eitango Renshuu (2008)
- Unsolved Crimes (2008)
- Zero Kara Hajimeru: Otona no 5-Kokugo Nyuumon (2008)
- Bakugan Battle Brawlers (2009)
- Kodawari Saihai Simulation: Ocha no Ma Pro Yakyuu DS (2009)
- Imi Gawakaru Otona no Jukugo Renshuu: Kadokawa Ruigo Shinjiten Kara 5-Man Mon (2009)
- WireWay (2009)
- Nazotte Oboeru Otona no Kanji Renshuu Kaiteiban (2010)
- Zoobles! Spring to Life! (2011)

### Nintendo Switch
- Deadly Premonition 2: A Blessing in Disguise (2020)
- Pac-Man Museum + (2022)
- Pac-Man World Re-Pac (2022)

### PC Engine/TurboGrafx-16
- Chew Man Fu (1990)
- Bravoman (1990)
- Dragon Saber (1991)
- Final Soldier (1991)
- Jackie Chan's Action Kung Fu (1991)
- Doraemon: Nobita no Dorabian Night (1991 und 1992)
- Samurai Ghost (1992)
- New Adventure Island (1992)
- Power Tennis (1993)

### PlayStation
- Namco Museum Vol. 1 (1995)
- Namco Museum Vol. 3 (1996)
- Digical League (1997)
- Smash Court 2 (1998)
- Block Kuzushi (1999)
- Extreme Go-Kart Racing (2000)
- Rescue Shot (2000)
- Ganbare Goemon: Oedo Daikaiten (2001)
- Goemon: Shin Sedai Shūmei! (2001)
- Big League Slugger Baseball (2003)

### PlayStation 2
- Ninja Assault (2002)
- Surfing Air Show with Rat Boy (2002)
- Gachinko Pro Yakyuu (2003)
- Katamari Damacy (2004)
- Smash Court Tennis Pro Tournament 2 (2004)
- Demon Chaos (2005)
- We Love Katamari (2005)
- Twinkle Star Sprites: La Petite Princesse (2005)
- Sonic Riders (2006)
- Bakugan Battle Brawlers (2009)

### PlayStation 3
- Bakugan Battle Brawlers (2009)

### PlayStation Portable
- Higanjima (2005)
- PQ: Practical Intelligence Quotient (2005)
- PQ2: Practical Intelligence Quotient 2 (2006)
- Undead Knights (2009)

### Super Nintendo Entertainment System
- Super Power League (1993)
- King of the Monsters 2 (1993)
- Miracle Girls (1993)
- Super Kyuukyoku Harikiri Stadium 2 (1994)
- Super Power League 2 (1994)
- Super Power League 3 (1995)
- Supapoon (1995)
- Supapoon DX (1996)
- Super Power League 4 (1996)

### Wii
- Mario Super Sluggers (2008)
- Little League World Series Baseball 2008 (2008)
- Little League World Series Baseball 2009 (2009)
- The Munchables (2009)
- Bakugan Battle Brawlers (2009)
- Transformers: Prime – The Game (2012)

### Xbox
- Sonic Riders (2006)

### Xbox 360
- Beautiful Katamari (2007)
- Bakugan Battle Brawlers (2009)